# Feux d'artifice (nouvelle)
Pour les articles homonymes, voir Feu d'artifice.
Feux d'artifice (Murder in the Mews) est une nouvelle policière d'Agatha Christie, mettant en scène le détective belge Hercule Poirot.
Elle a été publiée pour la première fois en septembre et octobre 1936 aux États-Unis, dans la revue Redbook Magazine, puis reprise dans le recueil Murder in the Mews en 1937 au Royaume-Uni. Elle a été publiée pour la première fois en France en 1961 dans le recueil Poirot résout trois énigmes.
La nouvelle évoque une enquête d'Hercule Poirot qui, requis par l'inspecteur Japp, veut résoudre la mort d'une femme retrouvée morte d'une balle dans la tête  sur la tempe gauche, avec un revolver découvert dans la main droite. Ceci laisse penser à un meurtre déguisé en suicide...

## Titre
La nouvelle tire son titre du fait que la mort de Mme Allen a eu lieu le 5 novembre, au moment de la fête de la « conspiration des poudres ». Les feux d'artifice sont alors tirés en grand nombre : la mort par balle de la victime, qui a eu lieu pendant le lancement des feux d'artifice, n'a pas été remarquée du voisinage.

## Résumé
- Mise en place de l'intrigue

Hercule Poirot et l'inspecteur Japp sont confrontés à la mort de Barbara Allen. Le problème est que cette femme est morte d'une balle dans la tête, mais que si l'entrée de la balle est sur sa tempe gauche, la victime, au moment de la découverte du cadavre, tenait le pistolet avec la main droite.
L'inspecteur Japp part du principe qu'il n'y a pas eu suicide mais meurtre. Il enquête donc sur l'hypothèse d'un meurtre déguisé en suicide (cf. une autre nouvelle du recueil, Le Miroir du mort).
- Enquête policière

Les deux hommes entendent les proches de la victime, notamment sa colocataire, Jane Plenderleith, et deux hommes que la victime connaissait, son fiancé Charles Laverton-West et un personnage très douteux, le major Eustace.
- Dénouement et révélations finales

À la fin de la nouvelle, Poirot explique à Japp qu'il a compris ce qui s'était passé : si tout le monde connaît le meurtre déguisé en suicide, il s'agit en l'occurrence d'un suicide déguisé en meurtre ! Il révélera le mobile de la destruction de la lettre de la supposée victime, et se prononcera sur l'effaçage de ses empreintes digitales ainsi que sur la manipulation visant à la faire passer pour une droitière...

## Personnages

### La victime
- Mme Barbara Allen †

### Les enquêteurs
- Hercule Poirot
- L'inspecteur Japp
- L'inspecteur Jameson
- Le docteur Brett, médecin légiste

### Les personnes interrogées
- Mme Jane Plenderleith, colocataire de la victime
- Mme Pierce
- Mme Hogg
- M. Frederick Hogg, fils de Mme Hogg
- M. Charles Laverton-West, député et fiancé de la victime
- Le major Eustace, homme louche

## Publications
Avant la publication dans un recueil, la nouvelle avait fait l'objet de publications dans des revues :
- en septembre et octobre 1936, aux États-Unis, sous le titre « Good Night for a Murder », dans les nos 5 et 6 (vol. 67) de la revue Redbook Magazine[1],[2], accompagnée d'illustrations de John Fulton ;
- en décembre 1936, au Royaume-Uni, sous le titre « Mystery of the Dressing Case », dans Woman's Journal[1].

La nouvelle a ensuite fait partie de nombreux recueils :
- en 1937, au Royaume-Uni, dans le recueil Murder in the Mews[1],[3] (avec 3 autres nouvelles) ;
- en 1937, aux États-Unis, dans le recueil Dead Man's Mirror and Other Stories[1] (recueil ne reprenant que 3 des 4 nouvelles du recueil britannique) ;
- en 1961, en France, dans le recueil Poirot résout trois énigmes (recueil ne reprenant que 3 des 4 nouvelles du recueil britannique de 1937, différentes de la sélection du recueil américain)
(recueil réédité en 1992 sous le titre « Le Miroir du mort », reprenant cette fois-ci la composition complète du recueil britannique de 1937).

## Adaptation
- 1989 : Meurtre par procuration (Murder in the Mews), téléfilm britannique de la série télévisée Hercule Poirot (2e épisode, 1.02), avec David Suchet dans le rôle principal.